# Roel van Eert
Roel van Eert (Nijmegen, 8 september 1970) is een Nederlands internationaal hockeyscheidsrechter. Hij was in de periode 2000-2017 actief in de Nederlandse Hoofdklasse. Van Eert floot op het hoogste internationale niveau en floot onder andere wedstrijden op de Olympische Spelen in 2008 en Olympische Spelen in 2012 en het wereldkampioenschap in 2014. In de zaal floot hij op het wereldkampioenschap in 2011 voor mannen de finalewedstrijd.
Van Eert studeerde Logistiek Management aan de Fontys Hogeschool in Venlo.
Op 30 april 2017 is Roel van Eert benoemd tot ridder in de orde van Oranje-Nassau voor zijn verdiensten voor de (hockey)arbitrage.
Op 20 mei 2017 werd hij benoemd tot lid van verdienste van de KNHB.